# Catherine Tregenna
Catherine Tregenna est une scénariste de télévision, dramaturge et écrivaine galloise. Elle est principalement connue pour ses épisodes de la série Torchwood.

## Filmographie sélective
Scénariste
- 2003 : EastEnders (2003)
- 2006 : Casualty (2006)
- 2006-2007 : Cowbois ac Injans (2006/2007)
- 2006-2008 : Torchwood :
  - Hors du temps (2006)
  - Capitaine Jack Harkness (2007)
  - Le Moment de vérité(2008)
  - Adam (2008)
- 2009-2010 : Los Angeles, police judiciaire (Law & Order: Los Angeles)
  - Alicia (2009)
  - Souvenirs enfouis (2009)
  - Community Service (2010)
  - Hounded (2010)

Actrice
- Pobol y Cwm
- 1996 : Satellite City